# Петров Сергій Мануїлович
Сергі́й Мануї́лович Петро́в (18 червня 1924 року, Харків, УРСР, СРСР — 26 листопада 2012 рок у, Харків, Україна) — український радянський архітектор, графік, викладач, професор. Заслужений архітектор України (1994) .

## Життєпис

Меморіальна дошка в Харкові

Народився в родині службовців. Син Ганни (1898—1982) — наймолодшої дочки охтирського купця Милославського Івана Миколайовича. Навчався у 82-й середнїй школі, де закінчив 9 класів в 1941 році. У 30-ті роки ХХ сторіччя з запалом відвідував різні гуртки Харківського будинку піонерів, особливо гурток юнатів. З 1941 по 1943 рр. залишався в окупованому Харкові, пережив розстріл батька. З 1943 по 1945 рр. знаходився в рядах військ II Українського фронту, брав участь у звільненні Румунії, Угорщини, Чехословаччини та Австрії. Закінчив школу в 1946 році Вищу освіту з присвоєнням кваліфікації «Архітектор» отримав в 1946—1951 рр. на архітектурному факультеті Харківського інженерно-будівного інституту (ХІБІ), нині Харківський національний університет будівництва і архітектури. Ще студентом, почав працювати в Харківському проектному науково-дослідному інституті.
У 1951—1955 рр. С. М. Петров працював за призначенням в Харківському «Воєнпроекті», в 1955—1963 рр. в «Укрміськбудпроект», де пройшов всі посади від архітектора до головного архітектора проектів. З 1967 році С. М. Петров перейшов на педагогічну роботу в складі архітектурного факультету ХІБІ. У 1963 році вступив до Спілки архітекторов (СА) СРСР. У 1963—1965 рр. обирався членом Правління Харківського відділення СА СРСР. Доцент (1967), згодом професор кафедри архітектурного проектування. Серед учнів С. М. Петрова Сергій Чечельницький, Юрій Шкодовський,  Юрій Пундик, Юрій Тригубенко.
Персональні виставки художніх робот С. М. Петрова відбулися на кафедрі на якій він працював та у Будинку архітектора.
Помер 26 листопада 2012 року, похований на 9-му кладовищі поруч з матір'ю.

## Відомі проекти
За проектами Петрова С. М. споруджені будівлі в Харкові, Кривому Розі, Маріуполі, Лисичанську, Краматорську (1955-62 рр). Брав участь у відкритому Міжнародному конкурсі щодо реконструкція площі Націй в м. Женева (1957).

## Вибрані публікації
Основы архитектурной композиции и проектирования / Под общей редакцией доктора искусствоведения, профессора А. А. Тица. — Киев: Вища школа, 1976. — 256 с. Коллектив авторов: Ю. Г. Божко, Г. И. Иванова, Н. А. Киреева, О. А. Коренчук, В. И. Кравец, С. М. Петров, Л. Е. Розвадовский, В. Н. Синебрюхов, А. А. Тиц.

## Пам'ять
Створений каталог художніх робот С. М. Петрова.18 червня 2014 року у день 90 — річчя персоналії на будинку, де з 1924 по 1996 рік жив архітектор (вул. Мироносицька, 69), відкрито меморіальну дошку за проектом В. Гавриша. Спогади щодо С.М. Петрова написав архітектор Лаврентьєв Ігор Миколайович.